# San Rafael, Ocosingo
San Rafael är en ort i Mexiko.   Den ligger i kommunen Ocosingo och delstaten Chiapas, i den sydöstra delen av landet, 800 km öster om huvudstaden Mexico City. San Rafael ligger 805 meter över havet och antalet invånare är 102.
Terrängen runt San Rafael är varierad. Runt San Rafael är det glesbefolkat, med 17 invånare per kvadratkilometer. Närmaste större samhälle är San Miguel, 2,9 km söder om San Rafael. I omgivningarna runt San Rafael växer i huvudsak städsegrön lövskog.